# Quân chủ Hà Lan
 Chế độ quân chủ của Hà Lan là chế độ quân chủ lập hiến của Hà Lan. Vì vậy, vai trò và vị trí của quốc vương được quy định và giới hạn bởi Hiến pháp Hà Lan. Do đó, một phần lớn của nó được dành cho quốc vương; khoảng một phần ba của tài liệu mô tả sự kế thừa, cơ chế gia nhập và thoái vị ngai vàng, vai trò và trách nhiệm của quốc vương và các thủ tục liên lạc giữa Đại tướng và vai trò của quốc vương trong việc tạo ra luật pháp.
Chu kỳ của các quốc vương được mô tả trong phần đầu tiên của Chương 2 của Hiến pháp Hà Lan, dành riêng cho nội các. Willem-Alexander là Vua của Hà Lan kể từ ngày 30 tháng 4 năm 2013.

## Dấu hiệu
Vương thất Hà Lan cũng sử dụng rộng rãi các cờ hiệu Vương thất dựa trên quốc huy của họ. Mặc dù đây là những lá cờ, nhưng chúng không phải là huy hiệu của một người dưới dạng biểu ngữ như Vương thất Anh làm. Một số ví dụ từ trang web của Vương thất là:
- Các cờ hiệu của vua hoặc nữ hoàng cầm quyền:

Cờ Vương thất Hà Lan đến năm 1908
Cờ Vương thất Hà Lan từ năm 1908

- Cờ hiệu của các con trai hiện tại của Nữ vương Beatrix và vợ của họ, và chồng của Nữ vương:

Cờ hiệu Vương thất của các Vương tử Hà Lan (Con trai Nữ vương Beatrix)
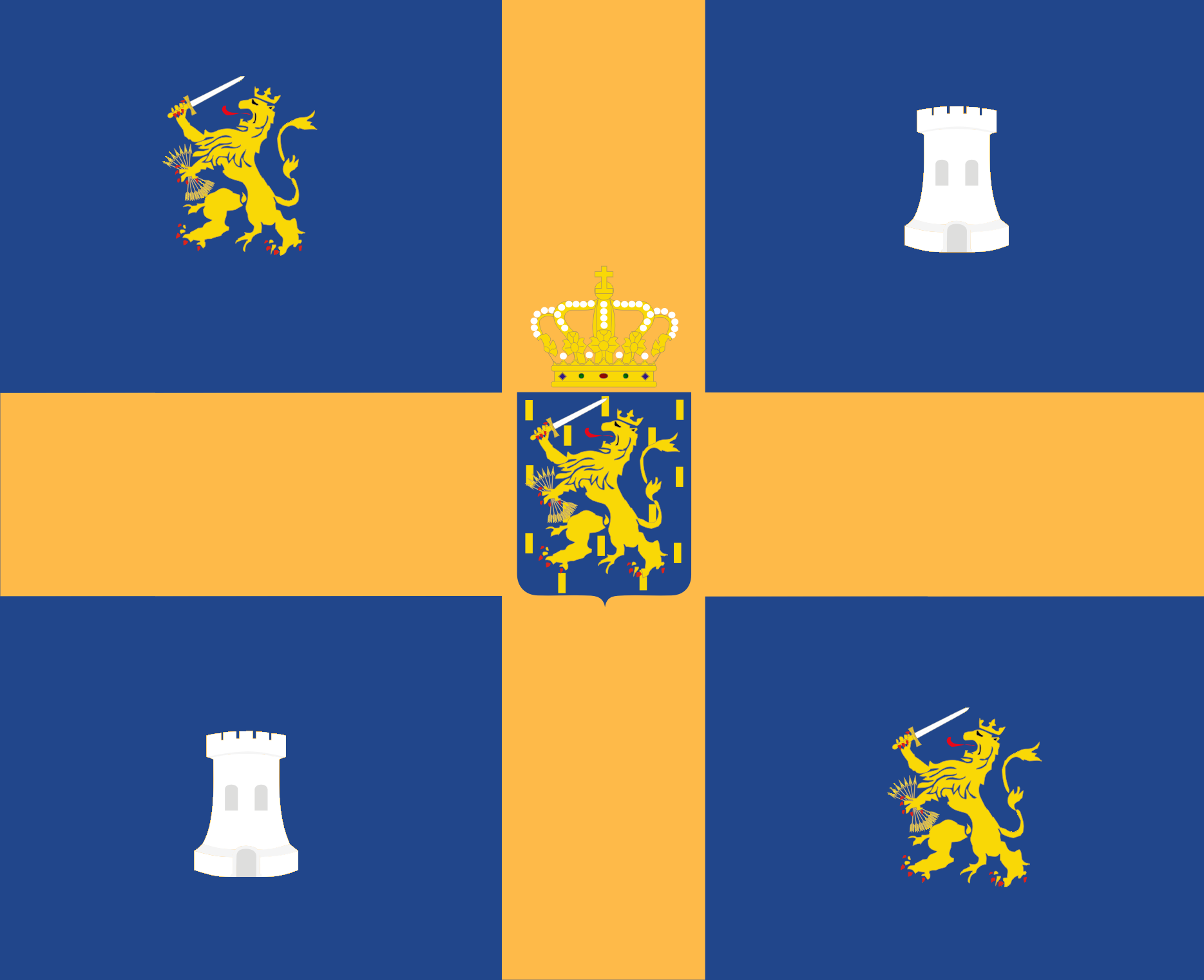
Cờ hiệu của Klaus xứ Amsberg là người phối ngẫu của Vương thất Hà Lan
Cờ hiệu Vương hậu Máxima của Hà Lan
Cờ hiệu Laurentien Brinkhorst

## Danh sách các quân chủ Hà Lan
1. Willem I xứ Oranje: 1559 – 1584
2. Maurit xứ Oranje: 1584 - 1625
3. Frederik Hendrik xứ Oranje: 1625 - 1647
4. Willem II xứ Oranje: 1647 - 1650
5. Willem III xứ Oranje: 1650 - 1702
6. Johan Willem Friso: 1702 – 1711
7. Willem IV xứ Oranje: 1711 - 1751
8. Willem V xứ Oranje: 1751 – 1806
9. Willem I của Hà Lan: 1815 - 1840
10. Willem II của Hà Lan: 1840 - 1849
11. Willem III của Hà Lan: 1849 - 1890
12. Wilhelmina của Hà Lan: 1890 – 1948
13. Juliana của Hà Lan: 1948 - 1980.
14. Beatrix của Hà Lan: 1980 - 2013
15. Willem-Alexander của Hà Lan: 2013 đến nay